# Jewsei Iossifowitsch Rotenberg
Jewsei Iossifowitsch Rotenberg (russisch Евсей Иосифович Ротенберг; * 18. Juli 1920 in Tula; † 15. Oktober 2011 in Moskau) war ein russischer Kunsthistoriker und Autor.

## Leben
Rotenberg studierte an der Lomonossow-Universität Moskau. Er war Mitarbeiter am Puschkin-Museum in Moskau. Ab 1971 war er für das Staatliche Institut für Kunstwissenschaft in Moskau tätig. Als Autor verfasste er mehrere Werke zur Kunstgeschichte der Malerei der Renaissance sowie der Malerei des 16. und 17. Jahrhunderts in Westeuropa. Rotenberg war mit der Kunsthistorikerin und Museumsdirektorin Irina Alexandrowna Antonowa verheiratet. Er war Ehrenmitglied der Russischen Akademie der Künste.

## Werke (Auswahl)
- Iskusstvo Italii 16 - 17 vekov : Mikelandželo, Tician, Karavadžo. (= Biblioteka Iskusstvoznaniâ). Sovetskij Chudožnik, Moskau 1989, ISBN 5-269-00016-4.
- Zapadnoevropejskaja živopis' 17 veka : tematičeskie principy. Iskusstvo, Moskau 1989, ISBN 5-210-00048-6.
- Iskusstvo romanskoĭ ėpokhi : sistema khudozhestvennykh vidov. Indrik, Moskau 2007, ISBN 978-5-85759-389-9.